# Île Kekerten
L'Île Kekerten (anglais : Kekerten Island) est une île canadienne inhabitée de la baie Cumberland au large de l'île de Baffin à environ 50 km au sud du Pangnirtung. La totalité du territoire de l'île fait partie du parc territorial Kekerten. L'île fut une station baleinière importante pour les chasseurs britanniques et américains en 1840 et 1912.

## Histoire
À partir du milieu du XIXe siècle, l'île Kekerten est occupée par deux postes d'observation de la baleine. Entre 1860 et 1880, elle possède l'une des deux plus importantes stations baleinières de la baie Cumberland, l'autre étant l'île Blacklead. Les marins qui mouraient à la station était enterrés au « Penny’s Burying Ground ». L'endroit est devenu avec le temps un poste d’hivernage pour les Inuits environnants qui s'adaptèrent au mode de vie des baleiniers. Les capitaines de baleiniers échangeaient contre le travail des Inuits des armes, des munitions, des télescopes, et même des baleinières. Le poste fut finalement complètement abandonné en 1923 quand la Gendarmerie royale du Canada déménagea à Pangnirtung.
L'île ainsi que les îles Miliakdjuin et Tuapain ont été désignées lieu historique national du Canada le 17 juin 1985.